# Кировский район (Астрахань)
Кировский район — один из четырёх внутригородских районов Астрахани.

## География

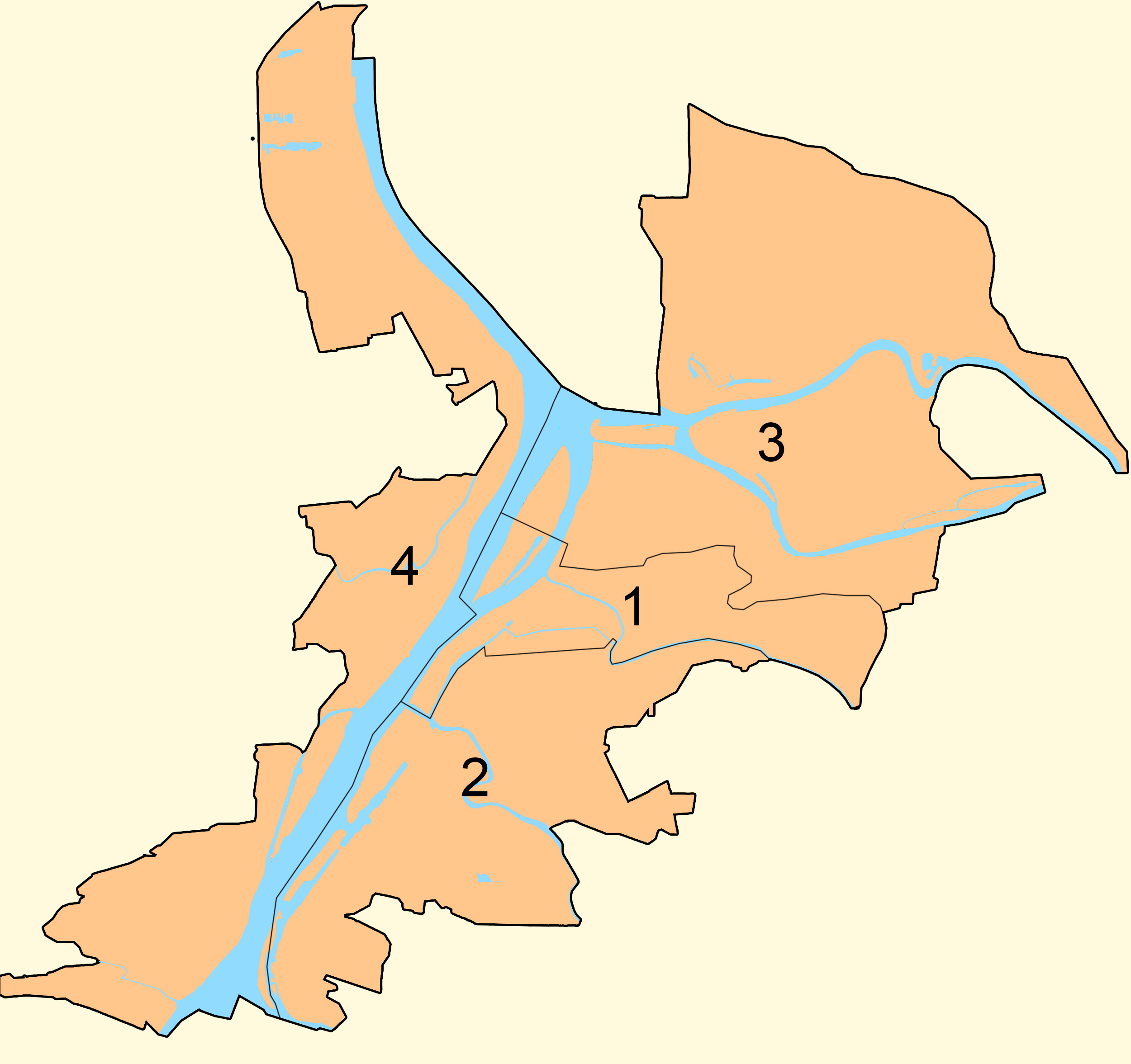
1 — Кировский район на карте Астрахани

Расположен в центральной части города на левом берегу Волги. Площадь района составляет 17,6 км². Это административный, общественный и культурный центр города. Здесь сосредоточены многие организации, отрасли промышленности города и области, федеральные органы власти и множество различного рода объединений, в том числе политические, общественные, творческие, культурно-просветительские, религиозные и другие. В районе расположены ряд промышленных предприятий, главные органы власти, в первую очередь, Администрация губернатора Астраханской области и Дума Астраханской области.

## История
Создан 22 мая 1936 года постановлением Пленума Астраханского городского Совета депутатов трудящихся. Обилие и разнообразие культур сплели неповторимый колорит района. Традиции города, настроение, индивидуальность все отражается, как в зеркале, в его историческом и культурном центре. Высокие минареты мечетей органично граничат с золотыми куполами православных церквей, создавая архитектурный стиль центрального района города Астрахани. В Кировском районе находится Астраханское еврейское кладбище.

## Население
| 1970     | 1979     | 1989     | 2002     | 2009     | 2010     | 2012     | 2013     | 2014     |
| -------- | -------- | -------- | -------- | -------- | -------- | -------- | -------- | -------- |
| 152 082  | ↘104 472 | ↗112 166 | ↘107 822 | ↘105 561 | ↗114 756 | ↗115 805 | ↗117 118 | ↗118 063 |
| 2015     | 2016     | 2017     | 2018     | 2019     | 2020     | 2021     |          |          |
| ↗118 380 | ↘118 243 | ↘117 996 | ↗119 573 | ↗120 484 | ↘119 397 | ↘107 355 |          |          |

Национальный состав
По итогам переписи населения 2020 года проживали следующие национальности (национальности менее 0,1 % и другое см. в сноске к строке «Другие»):
| Национальность | Численность, чел. | Доля     |
| -------------- | ----------------- | -------- |
| Русские        | 65 703            | 61,20 %  |
| Казахи         | 4416              | 4,11 %   |
| Татары         | 4115              | 3,83 %   |
| Аварцы         | 1116              | 1,04 %   |
| Азербайджанцы  | 955               | 0,89 %   |
| Армяне         | 685               | 0,64 %   |
| Лезгины        | 579               | 0,54 %   |
| Чеченцы        | 469               | 0,44 %   |
| Ногайцы        | 452               | 0,42 %   |
| Узбеки         | 399               | 0,37 %   |
| Украинцы       | 362               | 0,34 %   |
| Даргинцы       | 284               | 0,26 %   |
| Калмыки        | 276               | 0,26 %   |
| Туркмены       | 177               | 0,16 %   |
| Лакцы          | 162               | 0,15 %   |
| Евреи          | 144               | 0,13 %   |
| Табасараны     | 129               | 0,12 %   |
| Кумыки         | 128               | 0,12 %   |
| Грузины        | 124               | 0,12 %   |
| Другие         | 26 680            | 24,86 %  |
| Итого          | 107 355           | 100,00 % |

## Промышленность

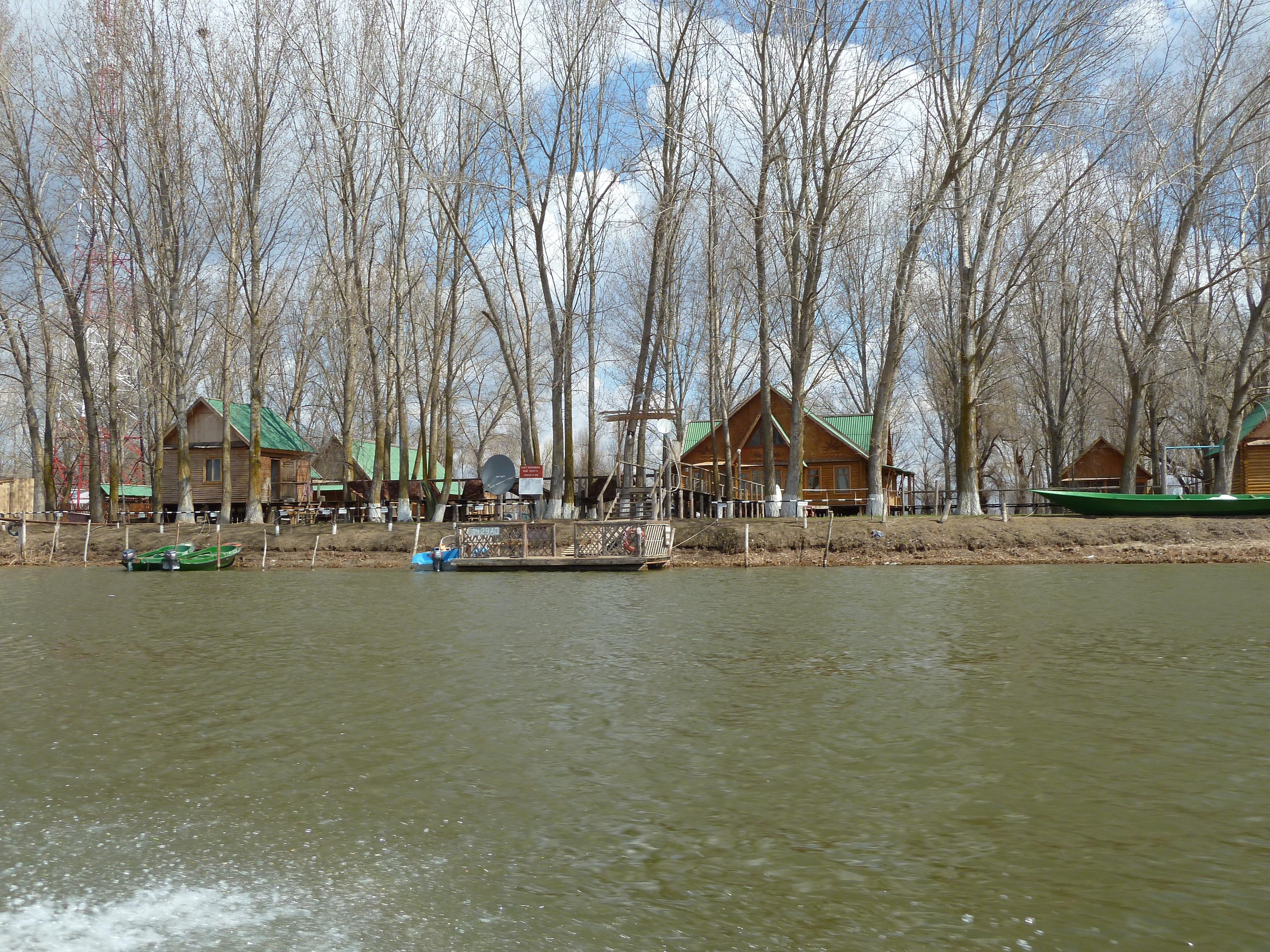
Берег Волги

Сегодня промышленная инфраструктура района представляет собой развитую сеть коммерческих и некоммерческих организаций, промышленных предприятий, дошкольных и общеобразовательных учреждений, банков, инвестиционных компаний, туристических фирм и тому подобное. Она представлена более чем 3 000 предприятий и организаций различных форм собственности, а это почти 40 % от общего числа предприятий, действующих в городе Астрахани.
В структуре промышленности района наибольший удельный вес занимает электроэнергетика и топливная промышленность. Наиболее крупным предприятием в Кировском районе является ОАО «Астраханьэнерго».
ОАО «Астраханьэнерго» как электросетевая компания, занимается транспортировкой электроэнергии по сетям. В январе 2005 года все выделенные из ОАО «Астраханьэнерго» предприятия, в соответствии с решением собрания акционеров, прошли государственную регистрацию и начали работать в качестве самостоятельных юридических лиц. Ими стали ОАО «Астраханская управляющая энергетическая компания», ОАО "Астраханская региональная энергогенерирующая компания, ОАО «Астраханская энергосбытовая компания» и ОАО «Астраханьэнерго» — распределительная сетевая компания со статусом гарантирующего поставщика. 1 сентября закончилось разделение данного акционерного общества по видам деятельности.
Прикаспийский регион привлекает активное внимание зарубежных и отечественных нефтяных монополий. Для Астраханской области привлечение инвестиций зарубежных и отечественных нефтяных монополий — это уникальная возможность экономического расцвета, получение значительной прибыли в местный бюджет, существенное повышение уровня и качества жизни горожан. И именно в Кировском районе зарегистрированы основные предприятия газовой и нефтяной добычи, геологоразведки и геодезии. В топливной отрасли основным предприятием является ТПП «Астраханьморнефтегаз» ТПП «Астраханьморнефтегаз» с 2002 года представляет собой структурное подразделение ООО «Лукойл — Астраханьморнефть». Основной вид деятельности предприятия направлен на проведение поисково-разведывательных и эксплуатационных работ на акватории Северного Каспия, разработку месторождений нефти и газа на суше в пределах Астраханской области и республики Калмыкия, а также на добычу, подготовку и реализацию нефти и природного газа, оказанию сервисных услуг в части отгрузки нефти, производства химических анализов, автотранспортных перевозок и снабжения. Астраханская область в силу своего географического положения является стратегически важным транспортным узлом, занимая ключевую позицию на самых коротких, экономически выгодных Евро — Азиатских транспортных маршрутах. Благодаря реке Волге и Каспийскому морю Астраханский транспортный узел является кратчайшим и удобным путём, связывающим Европу со странами Средней Азии, Индией и Пакистаном, странами бассейна Индийского океана. Кировский район представлен следующими предприятиями транспортного комплекса: ОАО «Астраханский порт», ГП АО «Астраханский морской рыбный порт», Муниципальное Унитарное Трамвайно-троллейбусное предприятие.
Пищевая промышленность третья по значимости отрасль в промышленном комплексе района. Основными подотраслями пищевой промышленности являются: рыбная и хлебопекарная. Предприятиями рыбодобывающей и рыбоперерабатывающей отрасли в Кировском районе являются ОАО "Рыбопромысловое предприятие «Каспрыба — 1», ООО РСК «Держава-шиппинг».
ОАО РПП «Каспрыба-1» учреждено 5-ю юридическими лицами и зарегистрировано в 2000 году. Одним из учредителей в оплату своей доли было внесено имущество в составе 3-х рыбоморозильных килечных судов, икорного плавучего завода, вспомогательного флота, холодильника, транспортно-складской базы и др., тем самым создав производственную базу вновь созданного предприятия. Производимая продукция пользуется неограниченным спросом, являясь деликатесной. Местные предприниматели, закупая большую часть мороженой рыбы, давно оценили качество приобретаемой продукции. Основная доля икорной продукции экспортируется в США, Германию, Швейцарию.
Ещё одним предприятием рыбодобывающей и рыбоперерабатывающей отрасли является ООО рыбопромышленная судоходная компания «Держава-шиппинг» (ООО РСК «Держава-шиппинг»), которое зарегистрировано в Кировском районе с конца 2001 г. Компания многопрофильная. Судами ООО РСК «Держава-шиппинг» добыча и транспортировка рыбы ведется в Каспийском и Азово-Черноморском бассейнах. Предприятие имеет рыбоконсервный комбинат в п. Володарский, причал, имеется свой флот, в количестве 5 судов, дополнительно арендуется ещё 2 судна. «Держава-шиппинг» тесно работает и с местными рыболовецкими артелями и колхозами. Предприятие выпускает экологически чистую и вкусную консервную продукцию.
ОАО «Хлебозавод № 6» — одно из старейших предприятий хлебопекарной промышленности города. Основной вид деятельности ОАО «Хлебозавод № 6» — производство и реализация хлебобулочных, кондитерских и бараночных изделий. Выполняются работы по расфасовке продуктов. Производимая продукция реализуется в пределах Астраханской области, имеет собственную торговую сеть реализации продукции.
Машиностроительный комплекс включает в себя предприятия машиностроения и металлообработки, судостроения и судоремонта: ОАО «ССЗ им. К. Маркса», ГП АО «Октябрь», ОАО «Астраханский киномеханический завод», ОАО «ССЗ им. Урицкого».
Производственный профиль ОАО «ССЗ им. К. Маркса» — судостроение и машиностроение. В связи с тяжёлым финансовым положением предприятие приостановила свою деятельность. На базе ОАО «ССЗ им. К. Маркса» в 2003 г. образовалось предприятие ООО МСЗ «им. К.Маркса». Все производственные мощности: цеха, оборудование, транспорт предприятия сданы в аренду ООО МСЗ «им. К.Маркса» и другим организациям.
Выпуском машиностроительной продукции занимается ГП АО «Октябрь». Технически оснащенные механические цеха, инструментальный участок, участки топливной аппаратуры, технологического машиностроения и производства штампов позволяют заводу в настоящее время специализироваться на выпуске запасных частей к судовым дизелям и компрессорам, производстве технологического оборудования для лова и переработки рыбы, жестяно-баночной тары для пищевой промышленности, топливной и пароводящей арматуры, штампов для банок, машин этикетировочных, а также многое другое — от гаражей и сантехнических изделий до ритуальных принадлежностей. Завод оснащён станками с числовым программным управлением. Это позволяет изготавливать изделия, аналогичные зарубежным образцам и по приемлемой цене.
Полиграфия в Кировском районе представлена ГП АО ИПК «Волга». Основной вид деятельности предприятия — выпуск печатной полиграфической продукции и издательская деятельность. В конце 2004 года предприятие реализовало новый инвестиционный проект «Модернизация производства газетной продукции». Проект имел статус «особо важный». На сегодняшний день предприятие печатает свыше 20 наименований газет. На рынке полиграфических услуг по газетному производству ГУП ИПК «Волга» является монополистом, а также идёт постепенное улучшение позиций и по другим видам продукции. В последнее время рыночной целью предприятия становится изготовление этикеточной продукции, имеющей повышенные требования к качеству полиграфического исполнения, цветопередаче и тщательной послепечатной обработке. Потенциал предприятия достаточен для освоения местного рынка и даже для выхода на рынки соседей. По итогам конкурса «Лучшее предприятие года 2005» ГП АО ИПК «Волга» заняло 1 место.

## Транспорт
Наибольший удельный вес в общей доле предприятий транспортного комплекса принадлежит ОАО «Астраханский порт». Основным видом деятельности предприятия является перевозка грузов по реке Волга, Каспию, в страны ближнего и дальнего зарубежья, накопление и хранение грузов на складах, погрузо — разгрузочные работы, комплексное обслуживание флота. Основным экспортным грузопотоком являются грузы разного вида: металлопрокат, зерно, лес, контейнеры, оборудование и многое другое.
Одним из динамически развивающихся предприятий морского транспорта города является ГП АО «Астраханский морской рыбный порт». Основным видом деятельности предприятия является осуществление погрузо — разгрузочных работ, проведение дноуглубительных работ на каналах- рыбоходах дельты реки Волга, сбор с судов замазученных и подсланевых вод, обслуживание судовых спасательных средств флота, организация диспетчерско-оперативной связи судов с судовладельцами, обеспечение безопасности мореплавания и охраны человеческой жизни на море. Так же предприятие занимается производством на судах девиационных работ, обеспечением судов навигационными пособиями, осуществляет надзор за технической и поисковой аппаратурой путём проведения технического осмотра и выполнения по заявкам судовых работ по ремонту, регулировке, испытанием приборов и аппаратуры. Предприятие имеет статус «международный порт», оборудовано средствами пограничного и таможенного контроля. Развитие финансового менеджмента, политики технического развития способствует ежегодному увеличению рузооборота.
На территории района располагается автобусно-троллейбусный парк МУ «АТП». С 2011 года численность троллейбусов и количество маршрутов постепенно сокращается.